# Кульбачино (Щучинский район)
Кульбачино (бел. Кульба́чына) — деревня в Щучинском районе Гродненской области Белоруссии. В составе Остринского сельсовета.

## География
Недалеко проходит трасса Р-51.
Ближайшие населённые пункты Большие Березовцы, Оленищевка и др.

### Гидрография
Рядом река Остринка.

## История
В 1905 году в Ляцкой волости Лидского уезда Виленской губернии.
20 апреля 1962 года деревня передана из Остринского поссовета в Лычковицкий сельсовет.

## Население

### Численность
- 2009 год — 31 жителей

### Динамика
- 1905 год — 84 жителей (38 муж., 46 жен.)[2]
- 2009 год — 31 жителей (перепись населения)[2]

## Достопримечательность
- Городище Кульбачино X—XIII вв.[4] Расположено в 800 м на запад от деревни, на склоне покатого берега реки Остринка.  Историко-культурная ценность Республики Беларусь, шифр 413В000635.
- Фрагменты усадебно-паркового комплекса, основанного в начале прошлого столетия. Сохранились до наших дней некоторые хозяйственные постройки – деревянный амбар и флигель. Сам усадебный дом не сохранился, но напоминанием о нём служит парк, раскинутый вокруг центрального дома имения.